# Station Sandymount
Sandymount is een treinstation in Sandymount, een buitenwijk van Dublin.
Het station werd geopend in januari 1835. Het ligt aan de eerste spoorlijn in het land, de Dublin and Kingstown Railway die in 1834 werd geopend. Het oorspronkelijke station werd in 1901 voor de eerste keer gesloten. In 1960 werd het opnieuw gesloten, maar in 1984 heropend bij de opening van de DART-lijn. Het station heeft een kwartierdienst richting de stad en richting Dún Laoghaire.